# Vanmanenia caldwelli
Vanmanenia caldwelli är en fiskart som först beskrevs av Nichols 1925.  Vanmanenia caldwelli ingår i släktet Vanmanenia och familjen grönlingsfiskar. Inga underarter finns listade i Catalogue of Life.